# 84902 Porrentruy
84902 Porrentruy è un asteroide della fascia principale. Scoperto nel 2003, presenta un'orbita caratterizzata da un semiasse maggiore pari a 3,1338801 UA e da un'eccentricità di 0,1667376, inclinata di 1,30312° rispetto all'eclittica.
L'asteroide è dedicato all'omonima località svizzera.